# Spotkanie (film 1969)
Spotkanie (oryg. The Appointment) – amerykański dramat z 1969 roku w reżyserii Sidneya Lumeta.

## Główne role
- Omar Sharif - Federico Fendi
- Anouk Aimée - Carla
- Didi Perego - Niania
- Fausto Tozzi - Renzo
- Gigi Proietti - Fabre
- Ennio Balbo - Ugo Perino
- Angelo Infanti - Antonio
- Serena Michelotti - Lucia
- Monica Pardo - Olghina
- Lotte Lenya - Emma Valadier

## Fabuła
Federico Fendi jest szanowanym adwokatem. Nagle dowiaduje się, że jego żona Carla potajemnie pracuje w Rzymie jako elegancka prostytutka. Przeżywa wstrząs i planuje zemstę.